# Pseudocalleida
Pseudocalleida is een geslacht van kevers uit de familie van de loopkevers (Carabidae). De wetenschappelijke naam van het geslacht is voor het eerst geldig gepubliceerd in 2010 door Kirschenhofer.

## Soorten
Het geslacht Pseudocalleida is monotypisch en omvat slechts de volgende soort:
- Pseudocalleida pahangensis Kirschenhofer, 2010